# Arne Lindtner Næss
Arne Lindtner Næss (* 19. Dezember 1944 in Bergen) ist ein norwegischer Schauspieler, Regisseur, Produzent und künstlerischer Leiter von Fernsehserien sowie Drehbuchautor.

## Werdegang
Lindtner Næss absolvierte eine Schauspielausbildung und hatte sein erstes Debüt als Theaterschauspieler 1971 in dem Theaterstück Montserrat am Det Norske Teatret, wo er bis 1973 wirkte. Anschließend ging er von 1973 bis 1975 an das Den-Nationale-Scene-Theater und trat in der Folge bei vielen weiteren bekannten norwegischen Theatern auf. Lindtner Næss wirkte als Filmschauspieler bei mehreren Film- und Fernsehproduktionen mit und hatte schon 1969 sein erstes Filmdebüt im norwegischen Film Brent jord als Ilja. Seinen bekanntesten Filmauftritt als Schauspieler hatte er 1996 in der Rolle als Frode Birkeland in der Fernsehserie Familiesagaen De syv søstre, die im norwegischen Fernsehen TV 2 ausgestrahlt wurde. Lindtner Næss arbeitete seit 1985 auch als Regisseur, Drehbuchautor und künstlerischer Leiter von Fernsehserien mit. Auch für die norwegische Seifenoper Hotel Cæsar schrieb er für einige Folgen das Drehbuch sowie führte die Regie hierzu. Für die norwegische Filme der Olsenbande Junior war er ebenfalls als Regisseur tätig und schrieb für fast alle Folgen dieser Reihe das Drehbuch. 2011 führte Lindtner Næss die Regie für den norwegischen Fantasyfilm Magic Silver 2 – Die Suche nach dem magischen Horn (Blåfjell 2 - Jakten på det magiske horn) und ab 2013 für die Filmreihe Casper und Emma (Karsten og Petra) sowie 2016 die Kinderserie Trio.

## Auszeichnung
2005: Amanda in der Kategorie "Bester Kinder- und Jugendfilm" für den Film SOS – Petter ohne Netz (Venner for livet).

## Familie
Seine Mutter Randi Lindtner Næss war eine norwegische Opernsängerin und Theaterschauspielerin. Der norwegische Regisseur und Drehbuchautors Peder Hamdahl Næss ist sein Sohn.

## Filmografie (Film und Fernsehen)

### Schauspieler (Film und Fernsehen)
- 1969: Brent jord als Ilja
- 1972: Lukket avdeling
- 1973: Kanarifuglen als Jan
- 1981: Kvinnene
- 1981: Kleine Ida (Liten Ida) als Idas neuer Vater
- 1982: Olsenbandens aller siste kupp als Bodyguard
- 1984: Snart 17 als læreren
- 1994: Vestavind (Fernsehserie)
- 1996: Familiesagaen De syv søstre (Fernsehserie) als Frode Birkeland
- 1996: Offshore (Fernsehserie) als Gaute Gravklev
- 1996: D'ække bare, bare Bernt (Fernsehserie) als Redakteur in der Osloposten
- 1998: Venner og fiender (Fernsehserie) als Bjørn Bragernes
- 2001: Olsenbandens første kupp als Leiter der Pfadfindergruppe
- 2013: Side om side
- 2013: Pionér

### Regisseur (Film und Fernsehen)
- 1998: Hotel Cæsar (Fernsehserie)
- 2000: Vazelina Hjulkalender (Fernsehserie)
- 2001: Olsenbandens første kupp (Weihnachtsserie)
- 2002: Far og sønn (Fernsehserie)
- 2003: Olsenbanden jr. går under vann
- 2004: Olsenbanden jr. på rocker’n
- 2004: Det gode selskap (Fernsehserie)
- 2005: SOS – Petter ohne Netz (Venner for livet)
- 2006: Olsenbanden jr. på Cirkus
- 2006: Hemmatt tæl jul (Weihnachtsshow mit der Band Vazelina Bilopphøggers)
- 2007: Olsenbanden jr. Sølvgruvens hemmelighet
- 2008: SOS - Ein spannender Sommer (S.O.S Svartskjær)
- 2009: Olsenbanden jr. og det sorte gullet
- 2010: Olsenbanden jr. Mestertyvens skatt
- 2010:  Verdens beste SFO
- 2011: Magic Silver 2 – Die Suche nach dem magischen Horn (Blåfjell 2 - Jakten på det magiske horn)
- 2013: Casper und Emma sind beste Freunde (Spielfilm)
- 2013: Casper und Emma (Fernsehserie)
- 2014: Casper und Emmas Winterferien
- 2014: Casper und Emmas wunderbare Weihnachten
- 2015: Casper und Emma auf Safari
- 2016: Trio: Die Kepler Diamanten (Fernsehserie)
- 2017: Karsten og Petra ut på tur

### Drehbuchautor (Film und Fernsehen)
- 1996: Familiesagaen De syv søstre (Fernsehserie) – Drehbuch
- 1996: D'ække bare, bare Bernt (Fernsehserie) – norwegische Drehbuchbearbeitung
- 1998: Hotel Cæsar (Fernsehserie) – Drehbuch/Storyline
- 1998: Venner og fiender – norwegische Drehbuchbearbeitung
- 2001: Fox Grønland (Fernsehserie) – Drehbuch
- 2001: Olsenbandens første kupp (Fernsehserie) – norwegische Übersetzung und Anpassung sowie Drehbuchbearbeitung
- 2003: Olsenbanden jr. går under vann – norwegische Übersetzung und Anpassung sowie Drehbuchbearbeitung
- 2004: Det gode selskap (Fernsehserie) – Drehbuch
- 2004: Olsenbanden jr. på rocker’n – Drehbuch
- 2007: Olsenbanden jr. Sølvgruvens hemmelighet - Drehbuch

### Produzent (Film und Fernsehen)
- 2000: Vazelina Hjulkalender (Fernsehserie) – kreativer Produzent
- 2001: Olsenbandens første kupp (Fernsehserie) – kreativer Produzent
- 2004: Det gode selskap (Fernsehserie) – kreativer Produzent

### Weitere Mitwirkung (Film und Fernsehen)
- 1998: Venner og fiender (Fernsehserie)- Dramaturg
- 2000: Vazelina Hjulkalender (Fernsehserie) – künstlerischer Leiter und Drehbuchautor
- 2004: Olsenbanden jr. på rocker’n (Film) – Songschreiber